# Irene Guerrero
Pour les articles homonymes, voir Guerrero (homonymie).
Irene Guerrero, née le 12 décembre 1996 à Séville en Espagne, est une footballeuse internationale espagnole.

## Biographie

### En club
Irene Guerrero grandit dans le quartier sévillan de Las Almenas. Découverte par Rafael Gordillo, elle commence le football dans une équipe masculine. Supportrice du Real Betis, elle joue cependant dans le club rival du Séville FC, celui-ci disposant d'une section féminine contrairement au Betis. Elle rejoint le Betis quand ce club crée sa section en 2012, réalisant ainsi son « rêve »,.
Elle fait partie de l'équipe qui obtient l'accession en Primera División à l'issue de la saison 2015-2016. À 19 ans et alors qu'elle suit en parallèle de sa carrière de joueuse des études en sciences de l'activité physique et du sport à l'université Pablo de Olavide, l'entraîneure María Pry lui confie le brassard de capitaine. Pour sa première saison dans l'élite du football espagnol, le Betis se classe onzième. Irene Guerrero est la seule joueuse de l'équipe à avoir participé aux 30 rencontres du club en championnat et elle inscrit trois buts. À la fin de la saison 2019-2020, elle décide de ne pas prolonger son contrat et de quitter le club avec lequel elle a disputé plus de 100 rencontres de Primera División.
Guerrero rejoint ensuite le Levante UD, club de haut de tableau du championnat, avec un contrat portant sur deux saisons et y retrouve María Pry comme entraîneure. En janvier 2021, elle dispute et perd la finale de la Supercoupe d'Espagne contre l'Atlético de Madrid. En mai, elle est opérée au ménisque du genou gauche. Le club termine troisième du championnat, ce qui lui permet de se qualifier pour le premier tour de la Ligue des champions 2021-2022. Levante est éliminé au deuxième tour de qualification de la Ligue des champions par l'Olympique lyonnais, futur vainqueur puis finit sixième du championnat.
En juin 2022, Guerrero signe un contrat de trois ans avec l'Atlético de Madrid. Le club termine cette saison quatrième du championnat, n'atteignant pas son objectif de qualification européenne. Guerrero qualifie sa saison de « difficile au niveau mental ». Le club remporte néanmoins un trophée, la Coupe d'Espagne, en battant en finale le Real Madrid à l'issue des tirs au but (2-2, 3-1 tab). Guerrero fait partie des tireuses ayant réussi leur tentative.
En septembre 2023, Irene Guerrero quitte l'Espagne pour l'Angleterre en étant transférée à Manchester United. En même temps, la Norvégienne Vilde Bøe Risa fait le trajet inverse. Son temps de jeu est particulièrement réduit au sein du club anglais, il n'est ainsi que de 152 minutes en sept rencontres. Ayant été blessée en cours de saison, elle perd sa place en sélection nationale. Sans disputer la finale, elle remporte la FA Women's Cup.
En juillet 2024, elle s'engage avec le Club América où elle retrouve notamment sa compatriote Sandra Paños.

### En sélection
Irene Guerrero est convoquée pour s'entraîner avec la sélection nationale en septembre 2018. Elle dispute son premier match le 5 avril 2019 lors d'une rencontre amicale remportée 2-1 par l'Espagne contre le Brésil. Elle figure dans la sélection pour l'Euro 2022 où l'Espagne est éliminée en quart de finale par l'Angleterre. L'année suivante, elle est retenue pour disputer la Coupe du monde. Guerrero remporte cette compétition après une victoire en finale contre l'Angleterre (1-0).

## Palmarès

### En club
Avec l'Atlético de Madrid, Irene Guerrero remporte la Coupe d'Espagne 2023. Elle est également finaliste de la Supercoupe d'Espagne 2020-2021 avec Levante UD.
Avec Manchester United, elle remporte la FA Women's Cup.

### En sélection
Avec l'Espagne, Guerrero remporte la Coupe du monde 2023.

## Statistiques
Le tableau ci-dessous résume les statistiques en match officiel d'Irene Guerrero durant sa carrière de joueuse professionnelle. Elles ne comportent pas les rencontres de Coupe d'Espagne ou de Supercoupe d'Espagne,.
| Saison                | Club                  | Championnat               | Championnat | Championnat | Coupe(s) nationale(s) | Coupe(s) nationale(s) | Supercoupe | Supercoupe | Compétition(s) continentale(s) | Compétition(s) continentale(s) | Compétition(s) continentale(s) | Espagne | Espagne | Total | Total |
| Saison                | Club                  | Division                  | M.          | B.          | M.                    | B.                    | M.         | B.         | Comp.                          | M.                             | B.                             | M.      | B.      | M.    | B.    |
| 2016-2017             | Real Betis            | Primera División Femenina | 30          | 3           | -                     | -                     | -          | -          | -                              | -                              | -                              | -       | -       | 30    | 3     |
| 2017-2018             | Real Betis            | Primera División Femenina | 30          | 2           | -                     | -                     | -          | -          | -                              | -                              | -                              | -       | -       | 30    | 2     |
| 2018-2019             | Real Betis            | Primera División Femenina | 29          | 1           | -                     | -                     | -          | -          | -                              | -                              | -                              | 4       | 1       | 33    | 2     |
| 2019-2020             | Real Betis            | Primera División Femenina | 17          | 0           | -                     | -                     | -          | -          | -                              | -                              | -                              | -       | -       | 17    | 0     |
| 2020-2021             | Levante UD            | Primera División Femenina | 19          | 3           | -                     | -                     | -          | -          | -                              | -                              | -                              | 3       | 0       | 22    | 3     |
| 2021-2022             | Levante UD            | Primera División Femenina | 27          | 1           | -                     | -                     | -          | -          | WCL                            | 4                              | 0                              | 7       | 3       | 38    | 4     |
| 2022-2023             | Atlético de Madrid    | Primera División Femenina | 23          | 0           | -                     | -                     | -          | -          | -                              | -                              | -                              | 13      | 1       | 36    | 1     |
| 2023-2024             | Manchester United     | Primera División Femenina | 3           | 0           | 4                     | 0                     | -          | -          | -                              | -                              | -                              | -       | -       | 7     | 0     |
| Total sur la carrière | Total sur la carrière | Total sur la carrière     | 178         | 10          | 4                     | 0                     | -          | -          | -                              | 4                              | 1                              | 27      | 5       | 213   | 16    |